# General Paz megye
General Paz egy megye Argentínában, Corrientes tartományban. A megye székhelye Nuestra Señora del Rosario de Caá Catí.

## Települések
Önkormányzatok és települések (Municipios y comunas)
- Itá Ibaté
- Lomas de Vallejos
- Nuestra Señora del Rosario de Caá Catí
- Palmar Grande